# George Polk
George Polk (Fort Worth, 17 de octubre de 1913 — Thessaloniki, 16 de mayo de 1948) fue un periodista de la izquierda estadounidense.
En 1938 se graduó en la Universidad de Alaska y trabajó en la Columbia Broadcasting System (CBS). Polk fue encontrado muerto de un disparo el 16 de mayo de 1948 durante la guerra civil griega (1946-1950) entre fuerzas de izquierda y el gobierno conservador apoyado por los Estados Unidos desde 1947 como parte de la doctrina Truman. Poco antes había afirmado sin pruebas que funcionarios del gobierno griego habían malversado hasta un cuarto de millón de dólares en ayuda.
Poco después de su muerte un grupo de periodistas creó el Premio George Polk en su honor para premiar trabajos periodísticos excepcionales.